# Salzbergwerk Stetten
Das Salzbergwerk Stetten, oft auch Salzwerk Stetten genannt, liegt am Südrand des Ortes Stetten bei Haigerloch im Zollernalbkreis und ist das älteste bergmännisch abbauende Salzbergwerk Deutschlands, das heute noch betrieben wird.

## Geschichte
1850 gelangten die beiden Fürstentümer Hohenzollern-Hechingen und Hohenzollern-Sigmaringen an das Königreich Preußen. Hintergrund war die Amtsniederlegung der beiden hohenzollerschen Fürsten infolge der Märzunruhen von 1848, hierdurch waren die zuvor geschlossenen Erbverträge der Fürstentümer mit Preußen in Kraft getreten.
Angesichts der guten Erträge der Salinen von Sulz am Neckar, Wilhelmshall bei Schwenningen, Rottenmünster in Rottweil sowie weiterer Salinen in Bad Dürrheim und Bad Rappenau im nahegelegenen Großherzogtum Baden sah sich die preußische Regierung veranlasst, auch in den neu hinzugewonnenen Gebieten Hohenzollerns nach Bodenschätzen suchen zu lassen.

### Besitzverhältnisse
Durch den Zusammenschluss mit dem Königreich Preußen fielen die Erkundung und der Betrieb des Salzwerkes unter die Oberhoheit des Preußischen Staates (Bergfiskus), der als Eigentümer fungierte. Zum 15. Februar 1924 wurde das Salzwerk in den Besitz der Preußischen Bergwerks- und Hütten AG überführt, einer Vorgängerin der Preussag AG. Bereits seit dem vorangegangenen Jahr bezog die Dr. Alexander Wacker Gesellschaft für elektrochemische Industrie GmbH aus München (heute Wacker Chemie AG) große Mengen Steinsalz aus Stetten. Das Unternehmen benötigte das Salz für die Chlor-Alkali-Elektrolyse in seinem Werk in Burghausen. Die Wacker Chemie pachtete das Salzwerk zum 1. März 1924 und erwarb es im Oktober 1960 käuflich. Zum Bergwerk gehörten 1960 neben den Tagesanlagen vier Grubenfelder mit einer Fläche von insgesamt 8,8 km2. Diese erstreckten sich über die Markungen Stetten, Haigerloch, Gruol und Owingen (Haigerloch) im ehemaligen Landkreis Hechingen (heute Zollernalbkreis).

### Geologie
Das Steinsalzlager liegt im Grubenfeld des Salzbergwerkes in einer Höhe von 320–370 m über NN, das entspricht 80–130 m Teufe (unter der Tagesoberfläche). In diesem Bereich hat das Lager eine Mächtigkeit von 6–10 m. Das Salz ist mit 97–98 % sehr rein und so für den Einsatz als Industriesalz oder auch Streusalz bestens geeignet.
Das Lager fällt mit durchschnittlich 2–3 Grad von Nordwest nach Südost ein, stellenweise treten Verwerfungen auf. Das Hangende der Lagerstätte wird aus Ton- und Dolomitstein gebildet. Diesem schließt sich unmittelbar über dem Steinsalz eine 0,7–1,0 m mächtige Schicht von Bändersalz an, die hier „Tonsalz“ genannt wird. Darunter liegt das eigentliche Lager aus grobspältigem Steinsalz, das bis zu 5 m mächtig ist – einzig dieser Teil, der nur geringe Beimengungen enthält, wird abgebaut. Diesem Bereich folgt eine 0,1 bis 0,6 m mächtige Anhydritzone, darunter eine weitere 3–4 m mächtige Steinsalzschicht, die aber wegen ihres hohen Ton- und Anhydritgehaltes nicht abgebaut wird. Das Liegende wird von einer 2–3 m starken Schicht Grundanhydrit (schwarzgraue Anhydrite) gebildet, dem sich eine etwa ebenso starke Dolomitschicht anschließt. Den Abschluss bildet eine 7 m starke Schicht Tonmergel, die an vielen Stellen CO2-führend ist.

### Erkundung der Lagerstätte
Die Suche nach Bodenschätzen wurde im Oktober 1852 mit einer Probebohrung aufgenommen. Diese Bohrung 1 wurde 600 m südöstlich von Stetten und rechts, das heißt östlich, der Eyach angesetzt. Der Ansatzpunkt lag etwa 5 m oberhalb des Flusses bei einem Niveau von 450 m über NN. Im März 1853 stieß man in einer Teufe von 123 m auf das Salzlager, das an dieser Stelle eine Gesamtmächtigkeit von 8,80 m aufwies. Zur Überprüfung wurde 1853 eine weitere Bohrung niedergebracht, diese lag etwa 1,5 km westlich des ersten Standortes, gegenüber der Einmündung der Stunzach in die Eyach, auf einem Niveau von 437 m über NN. Hier wurde das Salzlager bereits in einer Teufe von 77 m angetroffen, an dieser Stelle hatte es aber nur eine Gesamtmächtigkeit von 2,25 m.
In den Jahren 1944, 1965, 1973 und 2004 wurde mit weiteren Erkundungsbohrungen die Ausdehnung des Salzlagers überprüft. Die Ergebnisse der Messungen zeigten, dass es genügend Vorräte für eine Weiterführung des Betriebes gab.
Das Abbaufeld beschränkte sich anfangs auf das Mündungsdreieck der Stunzach in die Eyach. Heute (2012) reicht dieses bis zum östlich verlaufenden Rötenbach (einem weiteren Nebenfluss der Eyach) und erstreckt sich bis etwa 5 km südlich des Schachtes. Das untertägige Streckennetz hat eine Länge von über 240 km (Stand 2004).

### Bauarbeiten 1854–1858

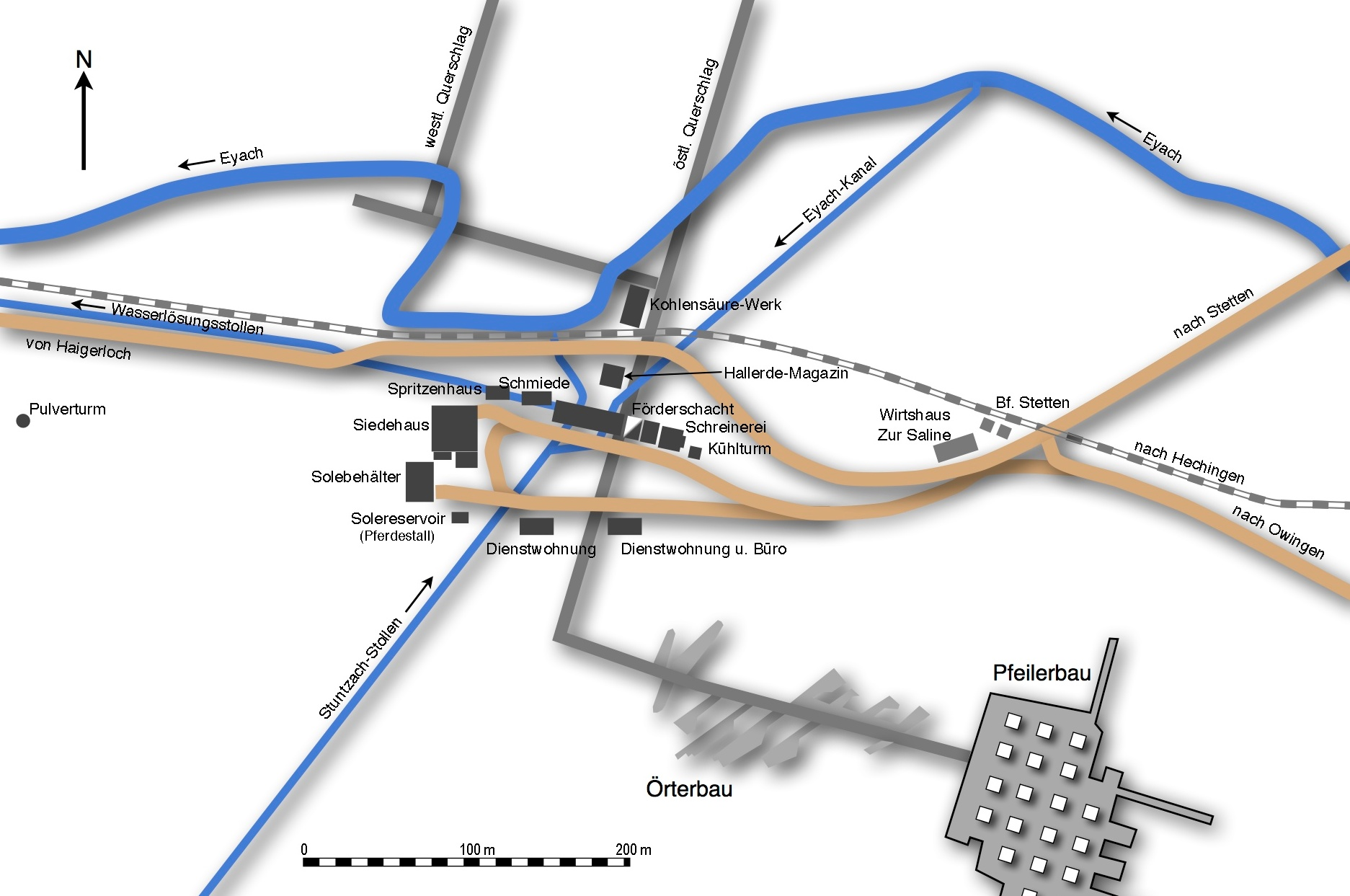
Lageplan des Salzwerkes Stetten bei Haigerloch (um 1924)

Anfang März 1854 begannen die Abteufarbeiten für den Schacht. Man hatte hierzu eine Stelle etwa in der Mitte zwischen den beiden Probebohrungen gewählt. Der Platz lag links der Eyach auf einer Anhöhe 12,5 m (449,54 m über NN) oberhalb des Flusses, so konnte man die Wasserkraft nutzen, war aber sicher vor einem Hochwasser. Beim Abteufen traten erste Probleme auf, als zwischen 51 und 68 m Teufe, im unteren Bereich der hangenden Dolomite des Mittleren Muschelkalks, erhebliche Wasserzuflüsse auftraten. Diese gingen später zurück und durch die Ausmauerung des Schachtes gelang es, sie so weit zu reduzieren, dass das restliche anfallende Wasser abgepumpt werden konnte.
Als im Dezember 1855 bei einer Teufe von 100 Metern unerwartete Kohlensäureeinbrüche auftraten, wurden die Schachtbauarbeiten eingestellt. Der Schacht wurde bis zur Teufe von 98 Metern aufgefüllt und abgedichtet. Die noch austretende Kohlensäure wurde abgefangen und durch eine Leitung über den zur Eyach führenden Wasserlösungsstollen abgeführt. In der Folgezeit wurde der Schacht ausgemauert und über Tage wurden Fördergerüst und Fördermaschine aufgestellt.
Der Schacht war mit einer lichten Weite von 3,20 × 4,80 m angelegt worden. Die erste in elliptischem Querschnitt ausgeführte Ausmauerung in Naturstein war im unteren Bereich etwa 70 cm stark, weiter oben verjüngte sie sich auf 40 cm. Das Material stammte aus den nahen Steinbruch bei Weildorf. Ende des 19. Jahrhunderts mussten erstmals die Schachteinbauten ausgetauscht werden und 1920 wurde die Schachtmauerung erneuert. Das bis dahin hölzerne Fördergerüst wurde 1926 bei Erneuerungsarbeiten durch einen eisernen Förderturm ersetzt und es wurde eine neue elektrische Fördermaschine aufgestellt. Ferner wurden 1973 größere Ausbesserungsarbeiten im Schacht ausgeführt.
Der Bau der Tagesanlagen war bereits 1854 begonnen worden, dazu gehörten neben dem Schachthaus die Werkstätten, eine Salzmühle und die Energieversorgung, weiter auch Wohngebäude und eine Saline. Diese Bauarbeiten wurden 1858 mit der Inbetriebnahme der Saline abgeschlossen. Ein großer Teil dieser in Massivbauweise errichteten Gebäude wird heute noch genutzt.

### Schachtbauarbeiten 1944 bis 2008
Im Jahr 1944 wurden Arbeiten zu einem weiteren Vertikalschacht nördlich des Abbaufeldes aufgenommen. Auftraggeber war die Organisation Todt, die das Salzwerk für rüstungstechnische Zwecke nutzen wollte. Bei Ende des Zweiten Weltkriegs wurden die Arbeiten eingestellt und der bis 15 m niedergebrachte Schacht wurde wieder verfüllt.

#### Erster Schrägschacht 1966–1968

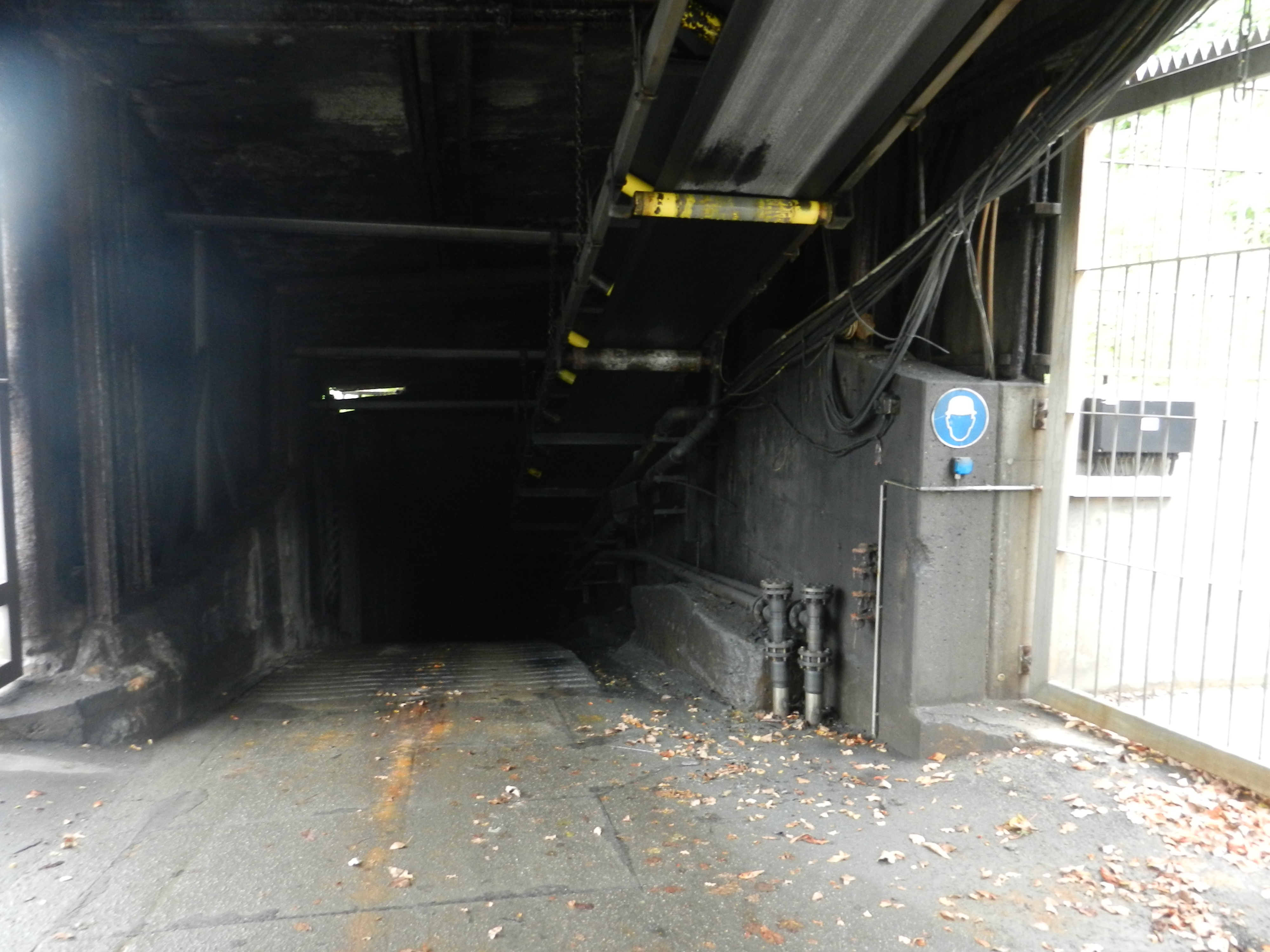
Einfahrt zum ersten Schrägschacht

Mitte der 1960er Jahre zeichnete sich ab, dass der 1854 abgeteufte Vertikalschacht für die steigenden Absatzmengen nicht mehr ausreichte. Überdies war es erforderlich, die Wetterführung zu verbessern und einen zweiten Schacht als Fluchtweg für die Belegschaft zu schaffen. Man entschied sich für den Neubau eines Schrägschachtes, der zum einen mit einer Transportbandanlage ausgestattet werden sollte, zum anderen aber auch genügend Platz bieten sollte, um schwere Geräte nach unter Tage verbringen zu können, ohne diese vorher weitgehend zu zerlegen.
Die Teufarbeiten wurden an die Gewerkschaft Walter aus Essen (heute Deilmann-Haniel Shaftsinking GmbH) vergeben. Der Schrägschacht erhielt ein Lichtraumprofil von 4 m Breite und 2,5 m Höhe. Der Ansatzpunkt des 360 m langen Schachtes lag bei 439,8 m über NN, der Schacht führte bei einer Neigung von 17,5° bis auf 334 m über NN.
Die Schachtbauarbeiten wurden 1966 begonnen. Die Arbeiten wurden häufig durch Wasserzuflüsse mit bis zu 800 l/min behindert, dabei entfielen nur 30 % der Bauzeit auf Vortriebsarbeiten, die übrige Zeit wurde für Abdichtungs- und Säuberungsarbeiten benötigt. Nach zweijähriger Bauzeit erfolgte am 14. Juni 1968 der Durchschlag zur Grube, im Dezember 1968 wurde der Schrägschacht in Betrieb genommen.

#### Zweiter Schrägschacht 2007–2008

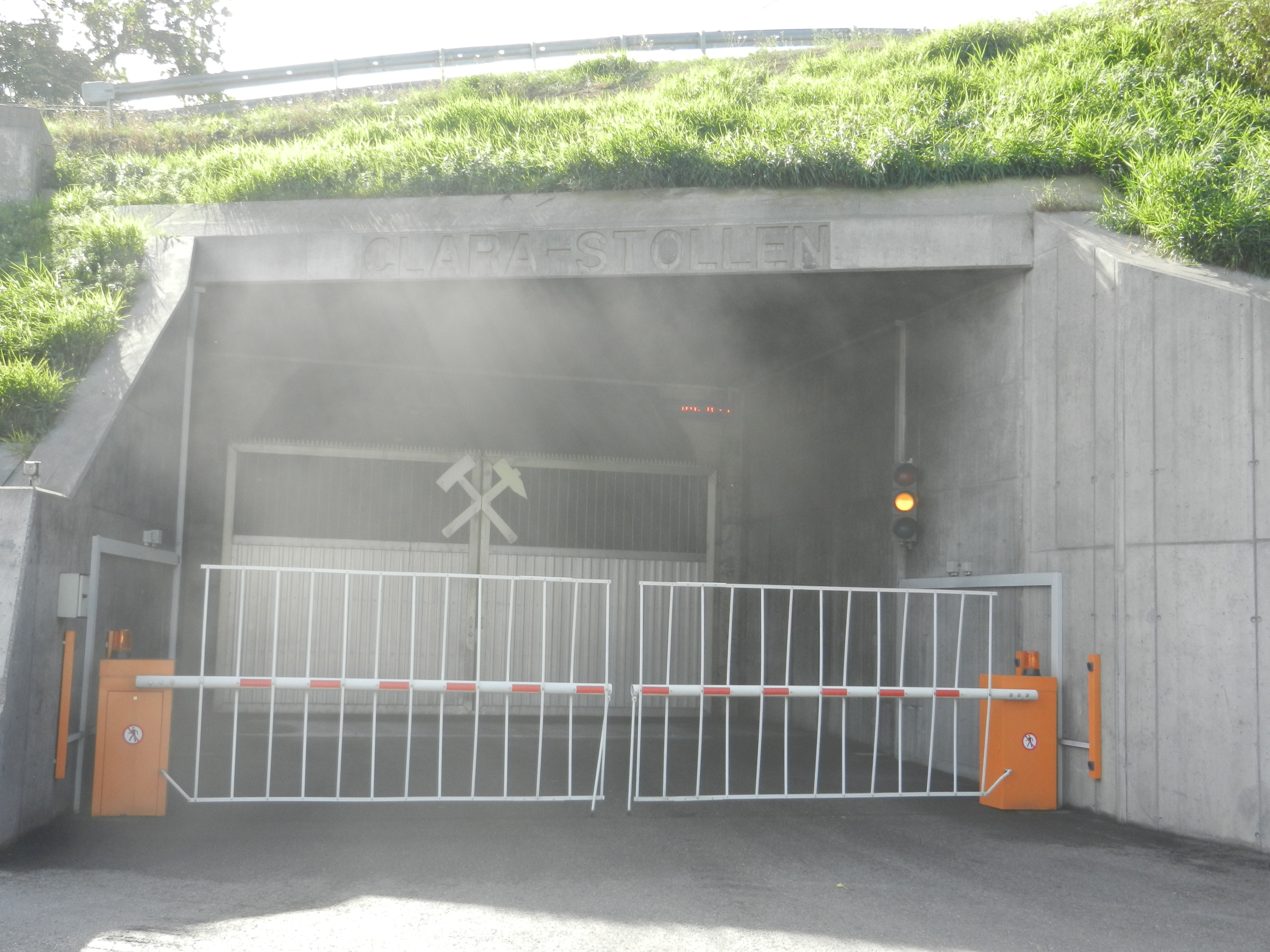
Einfahrt Clara-Stollen

Ein zweiter Schrägschacht mit einem Querschnitt von 36 m2 wurde zwischen Juni 2007 und Mai 2008 niedergebracht. Dieser 891,5 m lange Clara-Stollen kann von Lastkraftwagen bis vor Ort befahren werden und gestattet sowohl eine kostengünstige Verladung des unter Tage gewonnenen und dort aufbereiteten Salzes als auch die Anlieferung von Versatz zum Verfüllen der Hohlräume.

### LKW-Verladeturm 2012

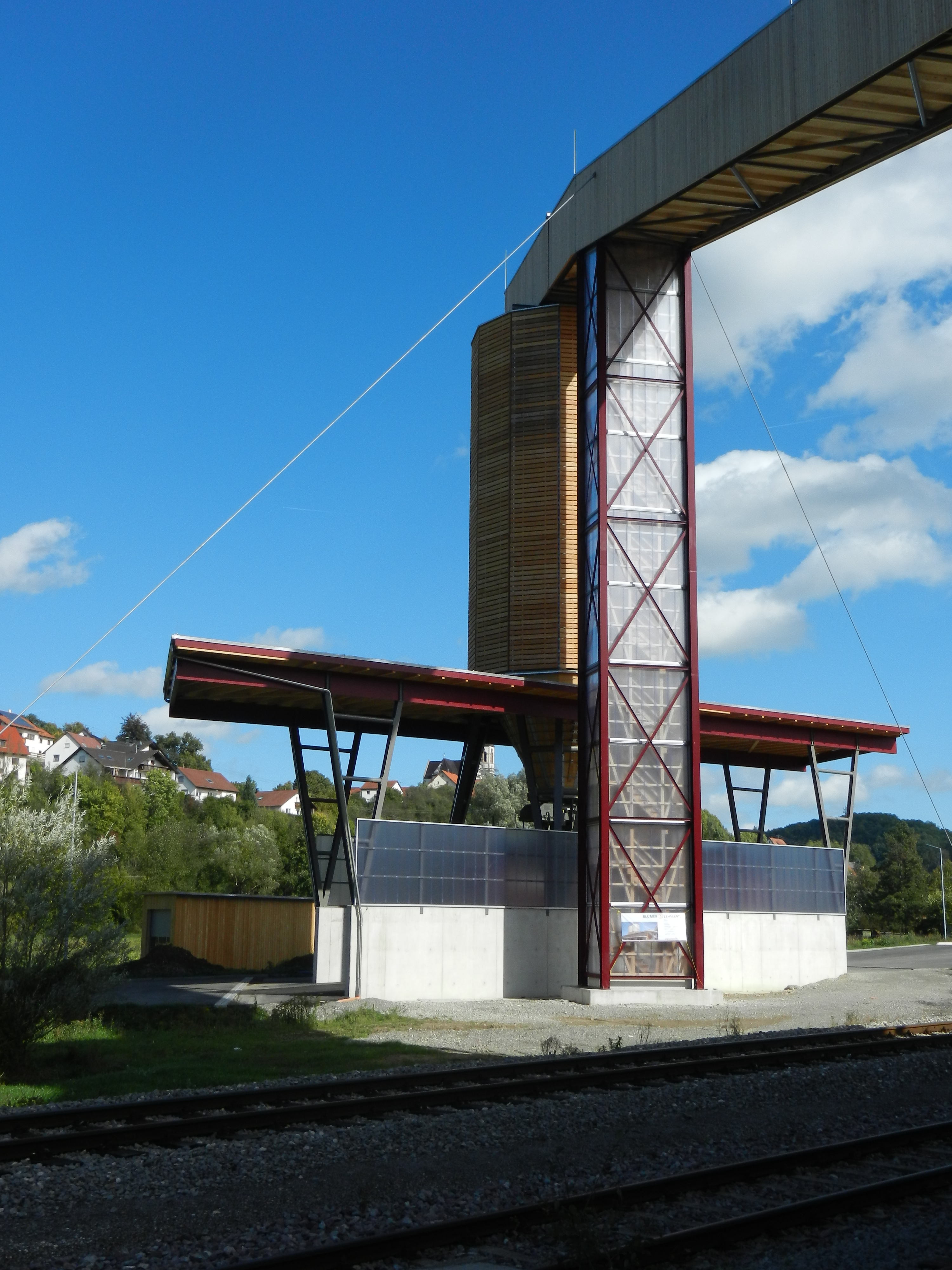
LKW-Verladeturm

Im Jahr 2012 wurde ein neuer LKW-Verladeturm fertiggestellt.

## Betrieb des Bergwerks

### Aus- und Vorrichtung des Bergwerks
Durch Teufarbeiten im benachbarten Bergwerk bei Bergfelden wusste man, dass sich die kohlesäureführenden Schichten im Liegenden (also unterhalb) des Salzlagers befanden. Der Stettener Schacht befand sich also außerhalb des Salzlagers und dieses musste jetzt durch Erkundungsstollen aufgefunden werden. Die erste Untersuchungsstrecke wurde 1856 nach Norden aufgefahren, diese brachte aber keine Ergebnisse, ebenso wie eine nach Westen angesetzte Querstrecke. Erst über eine dritte nach Süden führende Strecke wurde man am Anfang Juli 1857 endlich fündig. Die Lagerstätte wurde dann von hier aus in östlicher Richtung aufgefahren. Noch im selben Jahr wurde die Salzförderung aufgenommen.

### Abbauverfahren
Zum Abbau des Salzlagers wurden von der annähernd west-/östlich verlaufenden Hauptstrecke 3–6 m breite Örter vorbereitet, die in etwa diagonal zur Hauptstrecke ausgerichtet waren. Zum Abbau des Steinsalzes wurde anfangs das Wasserschlitzverfahren angewendet. Hierbei wurden durch Aufspritzen von Süßwasser auf das Steinsalz zuerst Schlitze in das Lager „geschnitten“. Die ablaufende Sole, die etwa 14–16 % Salz enthielt, wurde aufgefangen und der Saline zur Weiterverarbeitung zugeführt. Die stehengebliebenen Schichten des Steinsalzes wurden dann angebohrt und mit Schwarzpulver weggesprengt. Dieses Verfahren bot im Zusammenhang mit der betriebenen Saline einige Vorteile, es zeigte sich aber auch, dass durch den Einsatz des Wassers die Standfestigkeit der zur Einsturzsicherung stehengelassenen Salzpfeiler bedroht war. Ab 1875 wurde das Salz ausschließlich durch Sprengarbeiten gewonnen und die Grube blieb nun trocken.
Zwei Jahre später wurde das Abbauverfahren geändert und anstelle des Örterbaus der Pfeilerbau eingeführt. Der Abbau erfolgte dabei in rechtwinklig zueinander verlaufenden Strecken, die eine Breite von 11 m hatten. Zwischen diesen ließ man zur Abstützung quadratische Pfeiler von 8 × 8 m stehen. Von oben betrachtet ergab sich so ein schachbrettähnliches Muster. Bei diesem Abbauverfahren beliefen sich die Abbauverluste durch die stehenbleibenden Pfeiler, die ja auch aus Steinsalz bestanden, auf etwa 25 bis 30 %. Zur zusätzlichen Sicherheit ließ man ab den 1930er Jahren längs der Hauptförderstrecke größere Sicherheitspfeiler stehen.
Mitte der 1950er Jahre wurde das Abbauverfahren nochmals umgestellt, anstelle des Pfeilerbaus führte man den Kammerbau ein. Das Salz wurde jetzt in langgestreckten Kammern abgebaut, die etwa 140 m lang und 12 m breit waren. Zwischen diesen Kammern ließ man wie bisher 8 m breite Pfeiler stehen, die aber nicht mehr durchörtert wurden, sondern in der ganzen Länge der Kammern stehenblieben. Zusätzlich erhöhte man die Sicherheit gegen einen Einbruch des Deckgebirges noch, indem man nach jeweils fünf Kammern Pfeiler mit 40 m Breite stehen ließ. Bei diesem Verfahren waren die Abbauverluste mit über 60 % gut doppelt so groß wie beim Pfeilerbau, dies wurde aber wegen der höheren Sicherheit in Kauf genommen.

### Gewinnung, Aufbereitung und Förderung

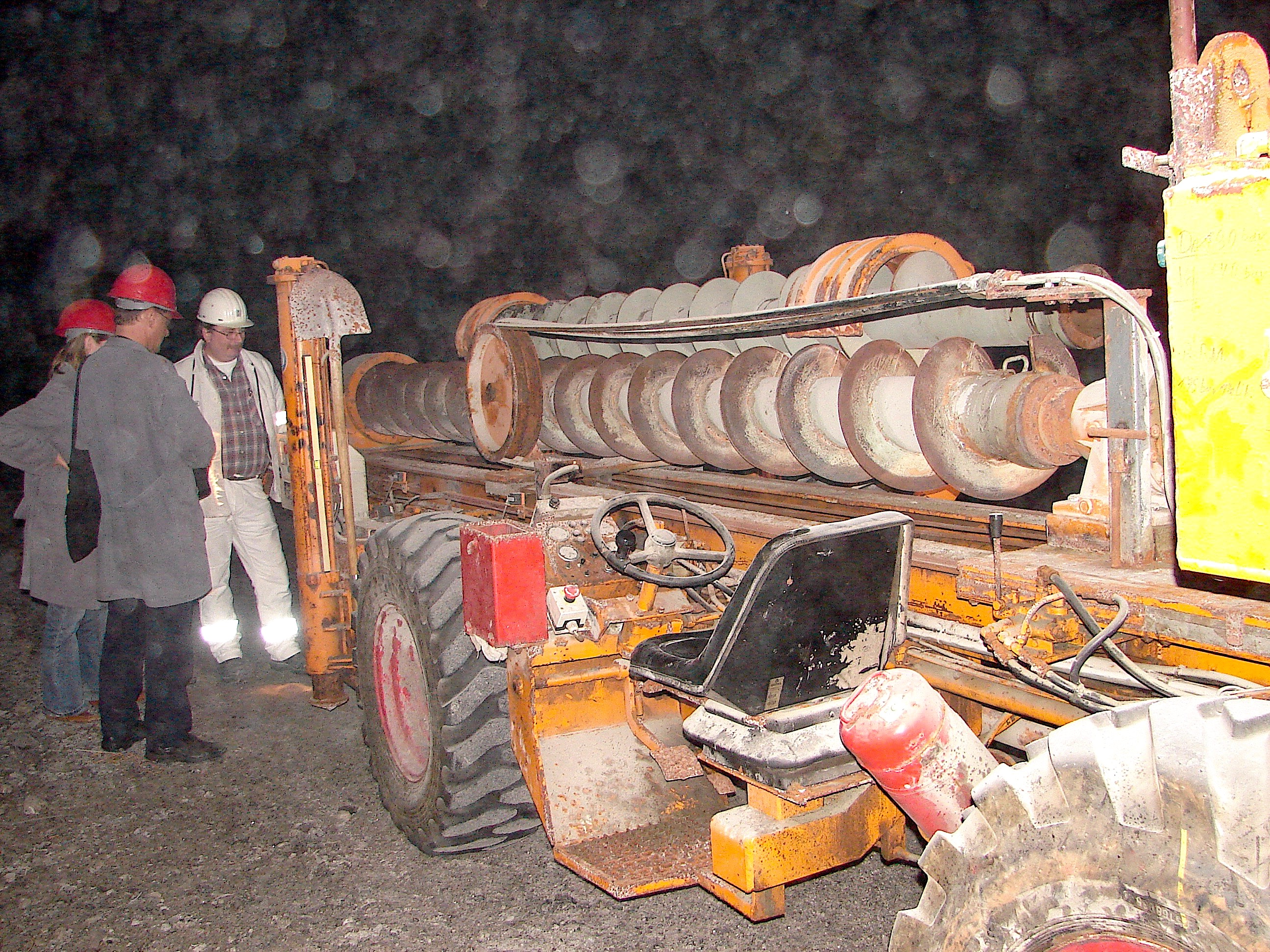
Großbohrwagen für Bohrlochsprengung

Anfänglich wurde das Steinsalz ausschließlich in Handarbeit gewonnen, mit Hilfe von Hacke und Schaufel zerkleinert und in die Förderwagen verfüllt. Elektrische Bohrmaschinen wurden 1924 eingeführt, Schrämmaschinen zur Gewinnung 1960/61. Heute (2010) werden Bohrwagen eingesetzt, die bis zu 7 m tiefe Sprenglöcher in das Salz bohren. Nach dem Sprengen wird das Haufwerk (etwa 1000 Tonnen Rohsalz pro Abschlag) mit Muldenkippern und Radladern zur Zerkleinerungsanlage abtransportiert.
Um das gewonnene Gut zu Tage zu bringen, wurde 1862 eine Gestellförderung eingeführt. Anfangs mussten die Förderwagen von den Bergleuten zum Schacht geschoben werden. Ab 1875 setzte man zum Transport der Wagen Pferde ein, diese Aufgabe übernahmen 1932 erstmals elektrische Grubenlokomotiven. Mit dem Einbau eines Vorbrechers im Füllort wurde 1961 die Skip-Förderung eingeführt. Seit Dezember 1968 erfolgte die Förderung gleislos mit Hilfe von Panzerförderern, später Muldenkippern, Radladern und Transportbändern über den neuen Schrägschacht.
Die Aufbereitung des gewonnenen Steinsalzes findet heute (2010) ausschließlich unter Tage statt. Das Haufwerk wird zuerst über Walzenbrecher vorzerkleinert und in weiteren Arbeitsgängen durch Fräsbrecher und Hammermühle auf die gewünschte Körnung gebracht. Unerwünschte Beimengungen werden über Magnetabscheider und Mikrosortierer im optischen Trennverfahren aussortiert, so dass schließlich der Salzanteil bei 99 % liegt.

### Hohlraumversatz
Bis 1997 wurden die durch den Bergbau geschaffenen Hohlräume weder verfüllt oder ausgebaut. Danach ging die Wacker-Chemie dazu über, sowohl die Rückstände aus der Steinsalzgewinnung als auch geeignete mineralische Abfälle einzulagern. Die Anlieferung fremder Abfallstoffe erfolgt zum Großteil über den werkseigenen Bahnanschluss. Um eine konstante Verfüllung zu gewährleisten, wurde hier ein Umschlagplatz mit einer Kapazität von 40.000 Tonnen eingerichtet. Über die Straße ankommende Lieferungen können seit 2008 auch über den neuen, von Lastwagen befahrbaren, Schrägschacht direkt nach unter Tage verbracht werden.

### Produktion und Belegschaft
Bis 1924 wurde fast ausschließlich Siedesalz hergestellt. In den ersten 10 Jahren wurden durchschnittlich 800 t/Jahr produziert. Der höchste Absatz wurde 1883/84 mit über 2000 Jahrestonnen erreicht, danach aber nahm die Produktion wieder ab und lag 1924 bei 640 Jahrestonnen.
Nach Übernahme des Bergwerks 1924 stellte die Wacker Chemie die Herstellung von Siedesalz ein und verlegte den Schwerpunkt auf die Bereitstellung von Industriesalz. Bis zum Beginn des Zweiten Weltkrieges erreichte die Förderung mehr als 40.000 t/Jahr. Nach dem kriegsbedingten Rückgang wurden 1962 mehr als 100.000 Tonnen gefördert, 1968 waren es bereits 200.000 Tonnen, 1971 wurden 400.000 Tonnen und seit 2004 werden durchschnittlich 500.000 Tonnen pro Jahr gefördert. Das Bergwerk ist heute (2010) für eine maximale Förderleistung von 10.000 t/Tag ausgelegt, die Produktpalette umfasst hauptsächlich Chemiesalz und Auftausalze, als neues Geschäftsfeld kam 1997 die Einlagerung von mineralischen Abfällen als Versatz hinzu.
Die Belegschaft verringerte sich von anfänglich 43 Mann (1858/59) auf 25 Mann zur Jahrhundertwende, bei Beginn des Ersten Weltkriegs waren nur 16 Mann angelegt. Ab 1930 wurden durchschnittlich 50 Bergleute beschäftigt, Ende 2010 hatte der Betrieb 70 Mitarbeiter.

## Frühere Erzeugnisse

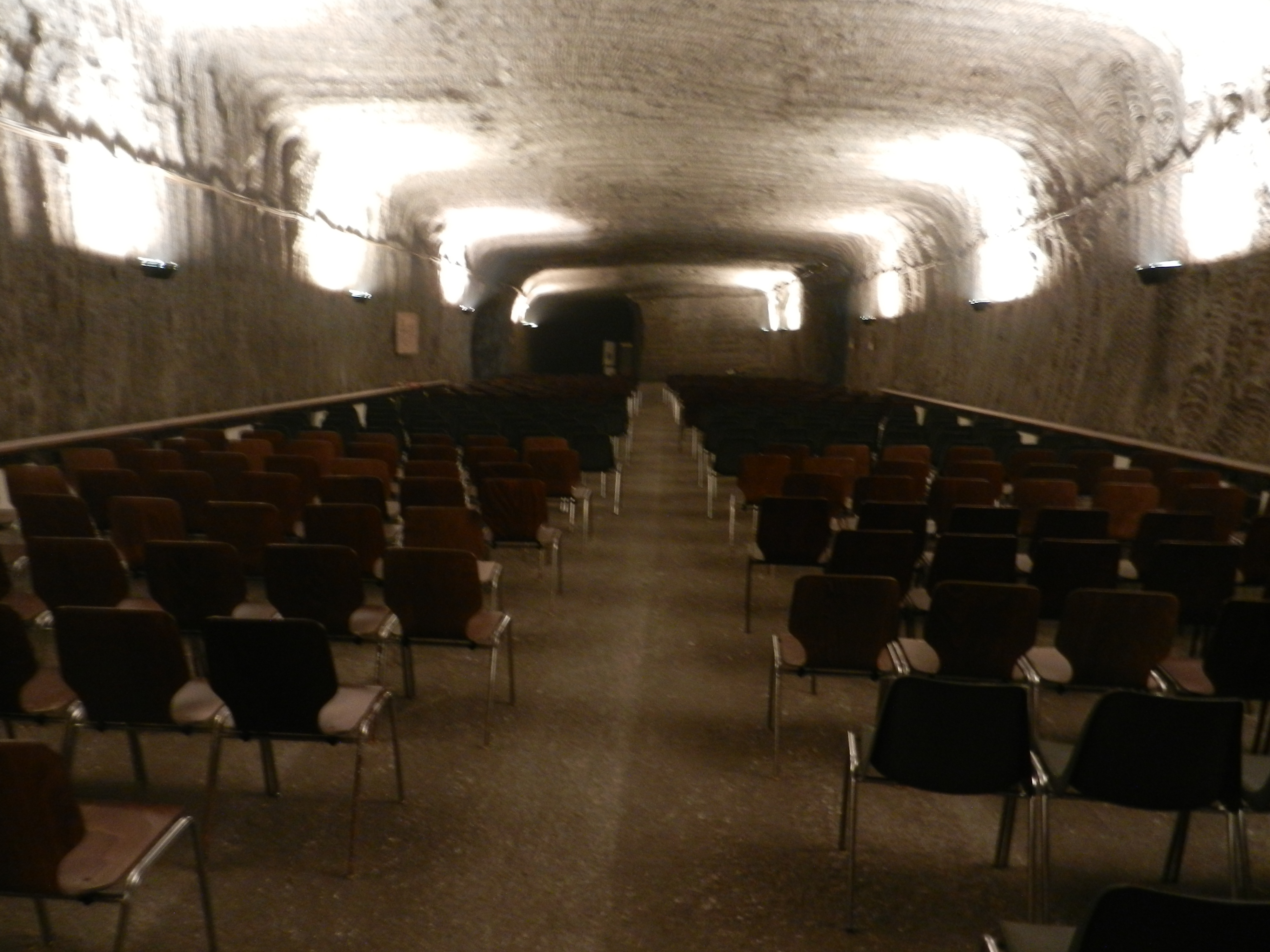
Im Barbarasaal, 120 m unter Tage, finden gelegentlich öffentliche kulturelle Veranstaltungen statt.

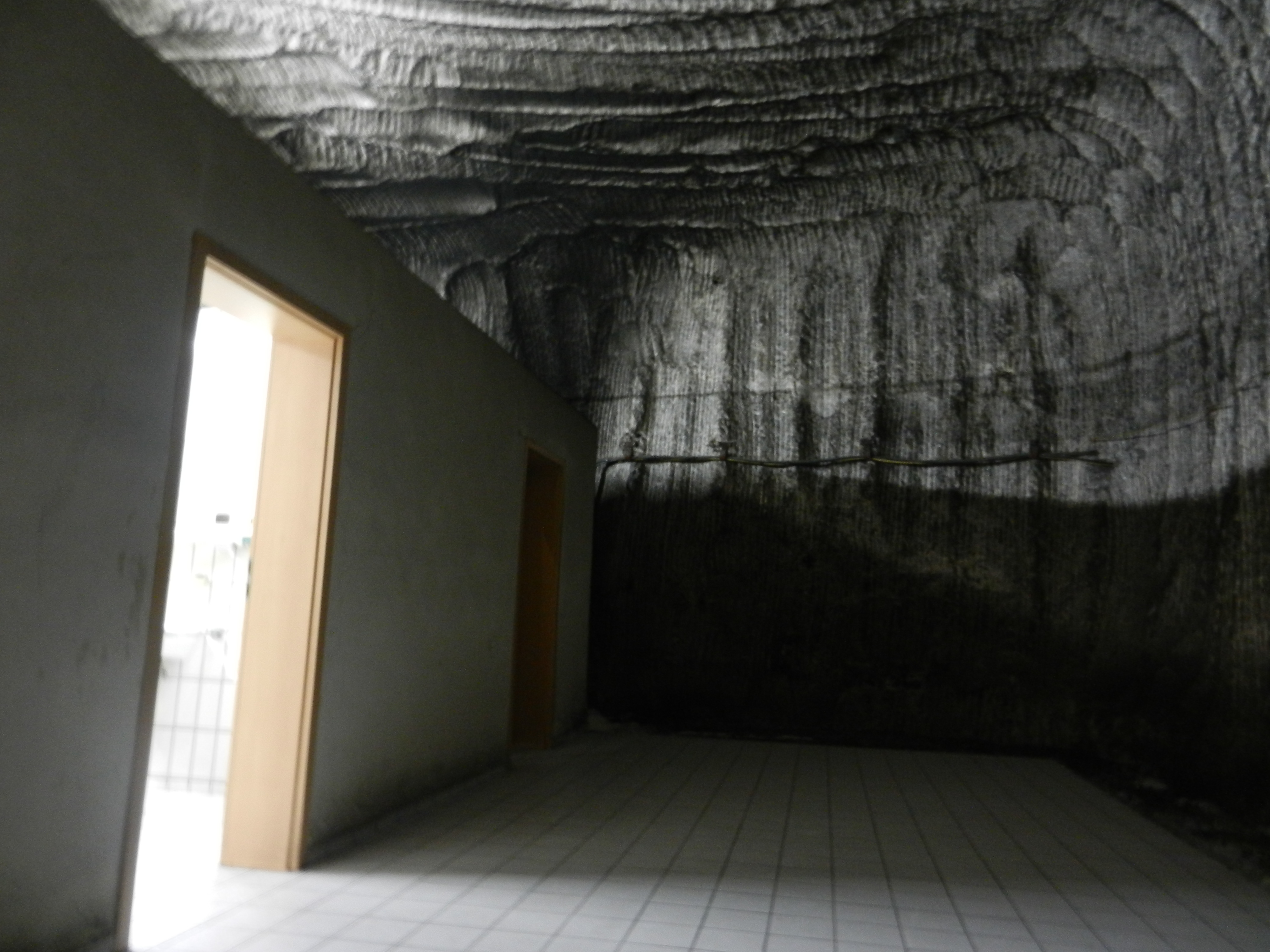
Eingangsbereich Toilette

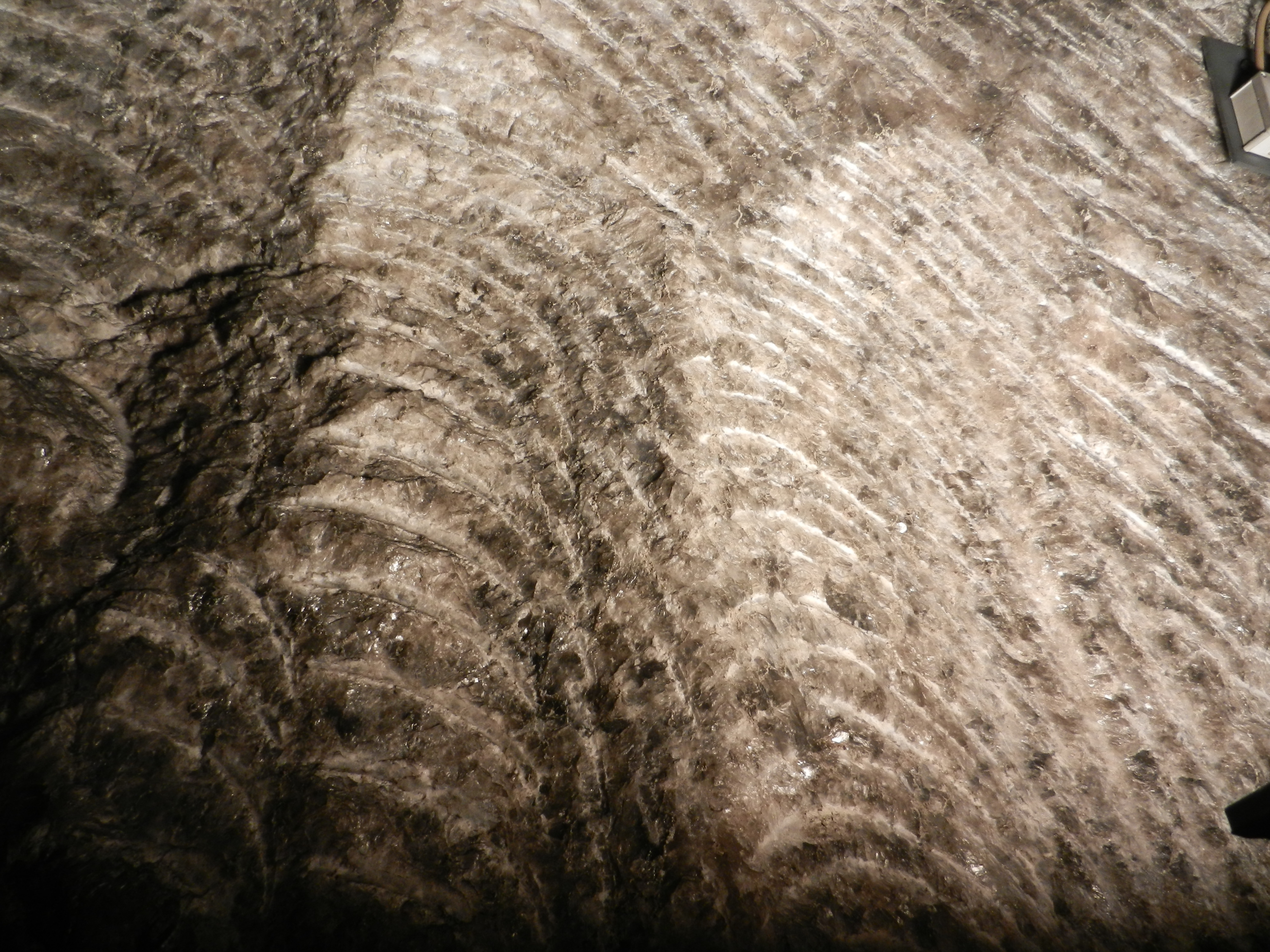
Decke

### Saline Stetten
Ursprüngliche Aufgabe des Salzbergwerkes sollte es sein, die Bevölkerung in den beiden Hohenzollerschen Fürstentümern mit Speisesalz zu versorgen. Für die damals (1854) etwa 66.000 Einwohner Hohenzollerns hatte man einen jährlichen Bedarf von 600 Tonnen Siedesalz und 200 Tonnen Rohsalz (für gewerbliche Zwecke) ermittelt, der durch das Salzwerk Stetten gedeckt werden sollte.

#### Bau der Saline
Der Bau der Saline war bereits 1854 begonnen worden und stand, wie auch der Bau der Bergwerksgebäude, unter der Leitung des Baumeisters C. Westphal. Die erste Ausbaustufe der Saline wurde 1858 fertiggestellt. Diese umfasste Zerkleinerungsmaschinen für das aus dem Bergbau geförderte Rohsalz, Klaubetische zur Aussortierung von Nebengestein, einen Löschkasten, in dem aus dem Rohsalz durch Hinzugabe von Wasser die Sole hergestellt wurde, ein hölzernes Reservoir als Zwischenspeicher für Störfälle, eine Siedepfanne und je einen nachgeschalteten Rauchtrocken- und Dampftrockenherd. Die Siedepfanne war 7 × 10 Meter groß und etwa 50 cm hoch und war aus starken Blechen zusammengenietet. In einem weiteren Gebäude an der Giebelseite des Siedehauses war das Salzmagazin untergebracht, in dem das Salz bis zum Transport gelagert wurde.

#### Betrieb der Saline
Nach Aufnahme der Salzförderung durch das Bergwerk wurde 1858 auch die Saline in Betrieb genommen. In den ersten Jahren wurden jährlich etwa 600 Tonnen Siedesalz erzeugt. Als 1867 das staatliche Salzmonopol aufgehoben wurde, stieg die Nachfrage auf Grund fallender Preise und der Absatz konnte auf 800 Tonnen pro Jahr erhöht werden. Um die weitere Nachfrage decken zu können, wurden die Anlagen 1874/75 erweitert, es wurden eine zweite Siedepfanne und ein weiterer Rauchtrockenherd aufgestellt, die Nebenanlagen und das Salzmagazin wurden ebenso erweitert. Bis 1896 stieg die Produktion auf bis zu 2000 Tonnen und die Belegschaft der Saline wurde von sechs auf acht Mitarbeiter erhöht. Einen weiteren Ausbau hat es nicht mehr gegeben und auch die Produktionszahlen änderten sich bis zum Ersten Weltkrieg nur wenig. Als die Wacker-Chemie die Anlage 1924 pachtete, war der Absatz bereits auf unter 600 Jahrestonnen gesunken. Da der neue Pächter das im Bergwerk gewonnene Rohsalz für die Chlor-Alkali-Analyse in seinem Werk in Burghausen nutzen wollte, wurde der Betrieb der Saline eingestellt und die Gebäude abgerissen oder anderweitig genutzt.

### Hallerde-Produktion
Hallerde ist ein mineralstoffhaltiges Gemenge, das im 19. Jahrhundert als Düngemittel eingesetzt wurde. Es handelt sich dabei um eine Mischung aus Ton, Steinsalz und Anhydrit und fiel beim Betrieb von Salinen meistens als Abfallprodukt an. Angeregt durch den Erfolg der naheliegenden Saline in Sulz am Neckar wurde beim Bau der Saline Stetten auch eine Produktionsstätte für Hallerde angegliedert. Hauptbestandteil war mit 10 bis 35 % unreines Rohsalz, dazu kamen Salzton und Anhydrit. Letztere wurde später durch Gips aus einem nahegelegenen werkseigenen Gipsbruch ersetzt. Weiter wurden das auf dem Klaubetisch aussortierte Nebengestein und andere Abgänge aus der Saline hinzugegeben. Das grobe Material wurde in der Saline gebrochen und gemahlen, dann setzte man die übrigen Salinenrückstände hinzu und erhielt so den gebrauchsfertigen Dünger.
Mit dem Betrieb der Saline wurde 1858 auch die Produktion von Hallerde aufgenommen. In den beiden ersten Jahren wurden etwa 400 Tonnen pro Jahr hergestellt, die höchste Produktion wurde 1884 mit 2023 Jahrestonnen erreicht. Später kamen zunehmend andere Düngemittel, wie Kalisalze oder Guano auf den Markt, so dass der Verkauf wieder zurückging. Während des Ersten Weltkriegs und in den ersten Jahren danach stieg die Nachfrage noch einmal an, als es zu Lieferengpässen für Kalisalze kam. Mit der Stilllegung der Saline durch die Wacker Chemie wurde 1924 in Stetten auch die Produktion von Hallerde eingestellt.

### Verkauf von Kohlendioxid (CO2)
Beim Bau des ersten Schachtes war man auf kohlensäure-/kohlenstoffdioxid-gas-führende Schichten gestoßen. Trotz Abdichtung des Schachtes trat weiterhin Kohlenstoffdioxid aus, das abgefangen und über einen Stollen abgeleitet wurde. 1902 baute man eine kleine Fabrikhalle, in der man das Gas reinigte, komprimierte und so verflüssigt auf Flaschen abfüllte. Täglich wurden so mit einer Belegschaft von fünf Mann 120 Flaschen abgefüllt und in den Verkauf gebracht. Die Produktion wurde 1919 aus wirtschaftlichen Gründen (hohe Reinigungskosten, Rückgang des ausströmenden Gases) wieder eingestellt.

## Ehrenhäckel
Im Salzbergwerk Stetten wird ein künstlerisch gestalteter „Ehrenhäckel“ bei der Pensionierung weitergereicht. Der Häckel dient dem Steiger als Gehstock und als Werkzeug zur Überprüfung der Standfestigkeit von Gebirge und Grubenausbau durch Abklopfen.